# Хотел Трансилвания 3: Чудовищна ваканция
„Хотел Трансилвания 3: Чудовищна ваканция“ или „Хотел Трансилвания 3: Лятна ваканция“ (на английски: Hotel Transylvania 3: Summer Vacation/Hotel Transylvania 3: Monster Vacation) е американска компютърна анимация от 2018 г., продуциран от Sony Pictures Animation и разпространен от Sony Pictures Releasing, това е третата част от поредицата „Хотел Трансилвания“ (Hotel Transylvania) и продължението на „Хотел Трансилвания 2“ (Hotel Transylvania 2) през 2015 г., режисиран е от Генди Тартаковски, по сценарий на Тартаковски и Майкъл Маккълърс, озвучаващия състав се състои от Адам Сандлър, Анди Самбърг, Селена Гомес, Кевин Джеймс, Фран Дрешър, Моли Шанън, Сади Сандлър, Дейвид Спейд, Кийгън Майкъл-Кий, Джо Уайт, Ашър Блинкоф, Крис Парнел и Мел Брукс, които повтарят своите роли, както и нови попълнения в актьорския състав, включително Джим Гафиган, Катрин Хан, Джо Джонас, Криси Тейген и Тартаковски. Във филма Дракула намира любовта с капитана на кораб на име Ерика, докато е на почивка на круиз със семейството и приятелите си, но по-късно Мейвис открива, че Ерика всъщност е потомък на Ейбрахам Ван Хелсинг, древен враг на Дракула.
Премиерата на филма се състои от Международния фестивал на анимационния филм в Анеси на 13 юни 2018 г. и излизането на кината в Съединените щати на 13 юли. Филмът получи общо смесени отзиви от критиците и събра 528 милиона долара по целия свят при бюджет от 80 долара милиона. Това е най-касовият филм от поредицата „Хотел Трансилвания“ и най-касовият филм на Sony Pictures Animation в света, който е напълно анимиран. Продължението „Хотел Трансилвания: Трансформания“ е планирано да излезе през юли 2021 г., като Брайън Хъл ще поеме ролята на Дракула от Адам Сандлър.

## Актьорски състав
| Персонаж                | Изпълнител        |
| ----------------------- | ----------------- |
| Дракула                 | Адам Сандлър      |
| Джонатан „Джони“ Лофран | Анди Самбърг      |
| Мейвис                  | Селена Гомез      |
| Франкенщайн             | Кевин Джеймс      |
| Грифин                  | Дейвид Спейд      |
| Уейн                    | Стив Бушеми       |
| Мъри                    | Кийгън Майкъл-Кий |
| Уанда                   | Моли Шанън        |
| Юнис                    | Фран Дрешър       |
| Ерика                   | Катрин Хан        |
| Ван Хелсинг             | Джим Гафиган      |
| Граф Влад               | Мел Брукс         |
| Уини                    | Сади Сандлър      |
| Денис Дракула-Лофран    | Ашър Блинкоф      |
| Стан                    | Крис Парнел       |

## В България
В България филмът е пуснат по кината на същата дата от Александра Филмс.

### Синхронен дублаж
| Персонаж                | Изпълнител             |
| ----------------------- | ---------------------- |
| Дракула                 | Георги Спасов          |
| Джонатан „Джони“ Лофран | Илиян Марков           |
| Мейвис                  | Елен Колева            |
| Франкенщайн             | Николай Урумов         |
| Грифин                  | Константин Лунгов      |
| Уейн                    | Здравко Димитров       |
| Мъри                    | Момчил Степанов        |
| Юнис                    | Албена Михова          |
| Ерика                   | Александра Сърчаджиева |
| Ван Хелсинг             | Петър Калчев           |
| Граф Влад               | Васил Димитров         |
| Уини                    | Калина Асенова         |
| Денис Дракула-Лофран    | Константин Сливнишки   |
| Стан                    | Атанас Сребрев         |
| Гремлини                | Георги Стоянов         |

| Обработка              | Александра Аудио |
| ---------------------- | ---------------- |
| Режисьор на дублажа    | Василка Сугарева |
| Изпълнителен продуцент | Васил Новаков    |